# 히로세 다카시
히로세 다카시(広瀬 隆, 1943년 1월 24일 ~ )는 일본의 작가, 프리랜서 저널리스트, 평화운동가이자 반핵반전운동가이다. 대안언론의 역할을 수행하고 있는 양심적 지식인이라는 평가를 받고 있다.그는 직접 세계를 누비며 취재한 자료를 바탕으로 깊이 있는 분석을 펼치는 논픽션 작가로 명성이 높다. 한국에서는 《제1권력 : 자본, 그들은 어떻게 역사를 소유해왔는가》라는 저서로 우리에게 알려졌다.

## 약력
와세다 대학교 이공학부 응용화학과를 졸업하고 대기업에서 엔지니어로 재직 중 의학, 기술, 경제경영서의 번역가로 활동하다가 본격적인 집필 활동을 시작하였다.

## 제1 권력
히로세 다카시는 그의 저서《제1권력 : 자본, 그들은 어떻게 역사를 소유해왔는가》를 통해 미국 대통령까지 뒤에서 꼭두각시처럼 조종할 수 있는 숨은 자본가 권력을 추적했다. 그는 역사 속 권력자들과 여러 기업체와 관가의 인명록 속에 나와 있는 고유명사를 통해 자본과 권력의 인맥도를 헐리우드의 역사에 버무려 그려냈다. 그가 그려낸 인맥도의 최정점에는 JP모건과, 로스차일드가 있다.

## 저서
- 《억만장자는 헐리우드를 죽인다(億万長者はハリウッドを殺す)》  1986,  《제1권력 : 자본, 그들은 어떻게 역사를 소유해왔는가》 2010
- 《체르노빌의 아이들(チェルノブイリの少年たち)》  1988,  2006
- 《붉은 방패 - 로스차일드의 수수께끼(赤い楯 - ロスチャイルドの謎)》  1991
- 《미국의 경제 지배자들(アメリカの経済支配者たち)》  1999,  2000

## 같이 보기
- 반핵운동
- 더글러스 러미스
- 고이데 히로아키
- 강상중
- 손정의
- 음모론